# مراحل کارآزمایی بالینی
کارآزمایی بالینی (Clinical trial) یکی از انواع مطالعات پزشکی است که بر روی جمعیت‌های انسانی انجام می‌شود. کاربرد مهم کارآزمایی‌های بالینی در مطالعه اثرات داروها و شیوه‌های درمانی جدید است.
کارآزمایی بالینی فاز یک (Phase I Trial): اولین گام برای آزمودن درمانی جدید در انسان است. در این مطالعات، بهترین راه استفاده از درمانی جدید (به‌عنوان مثال کاربرد آن به‌صورت خوراکی یا تزریق) و بهترین دوز آن تست می‌شود. دوز دارو را معمولاً هر بار اندکی افزایش می‌دهند تا بالاترین دوزی که عوارض جانبی خطرناکی ندارد مشخص شود. چون درباره خطرات و فواید احتمالی درمان‌هایی که تست می‌شوند اطلاعات چندانی در دست نیست، در آزمایش‌های بالینی فاز یک تنها تعداد اندکی از بیمارانی شرکت دارند که درمان‌های دیگر برای درمان آنها مؤثر واقع نشده است.
کارآزمایی بالینی فاز دو (Phase II Trial): مطالعه‌ای برای تست نمودن اینکه آیا درمانی جدید دارای اثر ضد سرطانی است (به‌عنوان مثال، اینکه آیا تومور را کوچکتر می‌سازد) و اینکه آیا علیه نوع خاصی از سرطان موفق عمل می‌کند.
کارآزمایی بالینی فاز سه (Phase III Trial): مطالعه‌ای برای مقایسه نتایج درمان افراد با کاربرد درمانی جدید و نتایج درمان افراد با استفاده از درمان استاندارد (به‌عنوان مثال، اینکه میزان بقا در کدام گروه بیشتر است یا در کدام گروه عوارض جانبی کمتری ایجاد می‌شود). اصولاً مطالعات تنها زمانی به فاز سه می‌رسند که به نظر آید در فاز یک و دو موفق عمل کرده‌اند. در آزمایش بالینی فاز سه ممکن است صدها نفر شرکت داشته باشند.
کارآزمایی بالینی فاز چهار (Phase IV Trial) :کارآزمایی بالینی که در آن عوارض جانبی درمانی جدید را مطالعه می‌کنند که با کاربرد آن موافقت شده است و به بازار عرضه شده است. این آزمایشها هزاران نفر شرکت‌کننده را در بر می‌گیرد و محققان در این آزمایش‌های به دنبال یافتن عوارضی جانبی هستند که در آزمایشهای قبلی مشاهده نشده است.